# Bureaux de contrôle des Remontées mécaniques
Les Bureaux de contrôle des Remontées mécaniques sont des organismes de contrôle à compétence locale créés en 1998 et initialement rattachés aux DDE puis aux DDT des départements concernés. Depuis le 1er janvier 2011, ils sont rattachés directement au Service technique des remontées mécaniques et des transports guidés (STRMTG) du Ministère de l'Écologie. Leur secteur d'activité concerne les remontées mécaniques et dans certains cas, les transports guidés (chemins de fer touristiques, tramway, tapis roulants…).
Il peut s'agir de Bureaux départementaux des Remontées mécaniques (BDRM) ou de Bureaux interdépartementaux des Remontées mécaniques (BIRM). Certains BIRM se sont vu confier depuis 2003, le contrôle des transports guidés (BIRMTG).
Ils ne doivent pas être confondus avec les Contrôleurs Techniques qu'il était coutume d'appeler BCT, Bureaux de Contrôle Technique et dont l'intervention lors des constructions de remontées mécaniques avait été imposée par le décret n°87-815 du 5 octobre 1987, article 5, à la suite de plusieurs accidents récents : 
« Les fondations, ancrages et superstructures des remontées mécaniques, à l'exception des téléskis et à l'exclusion des parties mobiles ou sujettes à l'usure, sont soumis à un contrôle technique portant sur leur conception et leur exécution. Ce contrôle est exercé par un contrôleur technique choisi par le maître d'ouvrage parmi les contrôleurs techniques agréés prévus par la loi du 4 janvier 1978 susvisée. »

## Activités

### Remontées mécaniques
- Pour les nouveaux appareils, il prépare et renseigne les dossiers d'autorisation de travaux et de mise en exploitation pour le compte du préfet, pour la délivrance de l'avis conforme au maire.

- Pour les appareils en service, il assure un suivi des contrôles périodiques des composants des appareils (poulies, câbles, pinces…). Les appareils font l'objet de visites de contrôle en exploitation (comportement du conducteur, aménagements, gestion de la clientèle…). Le bureau participe aux visites de contrôle (freins, dispositifs de sécurité…) qui ont lieu une fois par an, hors exploitation (hors téléskis). Il assure aussi un suivi des grandes visites (hors téléskis) où chaque appareil fait l'objet d'une visite approfondie (démontage, maintenance préventive… au bout de 15 ans, puis tous les 10 ans, puis tous les 5 ans). Il s'assure que l'exploitant réalise au moins un exercice de sauvetage chaque année selon le plan de sauvetage qui définit l'intervention de l'exploitant en cas d'arrêt prolongé de l'appareil.

- Le bureau gère également certaines affaires telles que des modifications d'appareils, des enquêtes sur les composants et les enquêtes faisant suite à un accident.

Voir le décret no 87-815 du 5 octobre 1987 et sa circulaire d'application no 89-39 du 6 juillet 1989.

### Transports guidés
(août 2012).
Chaque préfet et DDE (par délégation) a compétence, dans son département, pour l'autorisation et le contrôle des transports guidés.
Les BIRMTG ont la charge du contrôle technique de la sécurité en exploitation et la mise sur pied des demandes d'autorisation d'exploiter. Ces attributions sont définies par un arrêté du 20 juin 2003 du ministre chargé des transports. (voir Journal officiel du 4 juillet 2003) 
Le STRMTG assure, avec les DDE locales, le domaine des transports guidés pour les départements de la Corse, la Guadeloupe, la Martinique et La Réunion.
Les missions des BIRMTG sont définies par une convention passée directement avec chacune des DDE concernées.